# Poecilus anodon
Poecilus anodon – gatunek chrząszcza z rodziny biegaczowatych i podrodziny dzierowatych.
Gatunek ten opisany został po raz pierwszy w 1868 roku przez Maximiliena Chaudoira pod nazwą Feronia anodon.
Chrząszcz o wydłużonym ciele długości od 16 do 18 mm, ubarwionym jednolicie czarno z lekkim niebieskawym połyskiem na bokach wierzchu. Całkowicie czarne czułki mają człony od pierwszego do trzeciego zaopatrzone w ostre kile. Przedplecze ma bardzo słabo odciśnięte dołki przypodstawowe. Jest ono szersze, po bokach bardziej zaokrąglone i o bardziej wyokrąglonych kątach tylnych niż u bardzo podobnego P. punctulatus. Pokrywy mają całkowicie płaskie międzyrzędy, a rzędy słabo wgłębione, zaznaczone tylko jako delikatne szeregi punktów. Odnóża cechują się stopami ze szczecinkami na spodzie ostatniego członu.
Owad palearktyczny, znany z Ukrainy i południa europejskiej części Rosji.